# Tīraine
Tīraine est un village en Lettonie situé dans le sud-est de Riga, à 10 km de son centre historique. Avec d'autres villages comme Jaunmārupe, Mārupe et Skulte il forme Mārupes novads, l'appellation qui a remplacé, après la réforme territoriale du 1er juillet 2009, celle de Mārupes pagasts. Progressivement, Mārupe et Tīraine fusionnent à la suite de l'urbanisation et des activités communes aux deux localités.
Le village se trouve à l'ouest de Mārupes novads. Il est délimité par la Route A8 reliant Riga à la frontière lituanienne et la ligne du chemin de fer Rīga-Jelgava. La gare ferroviaire adjacente fut inaugurée en 1928 et s'appelait à l'époque Tīriņi, pour être renommée en Tīraine en 1936.
Le village s'est développé au milieu du XXe siècle autour de l'entreprise de traitement de tourbe. Il est essentiellement composé d'immeubles et de bâtiments de bureaux. Aujourd'hui il compte une école primaire, le complexe sportif et le Centre d'action sociale. Il est également connu pour ses écuries et son école d'équitation.